# Gerda Lerner
Gerda Hedwing Lerner (nombre de nacimiento: Gerda Hedwing Kronstein) (Viena, 30 de abril de 1920- Madison, 2 de enero de 2013) fue una historiadora nacida en Austria que desarrolló su trabajo en Estados Unidos.  Además de sus numerosas publicaciones académicas, escribió poesía, ficción, piezas de teatro, guiones y una autobiografía. Pionera en la investigación sobre la historia de las mujeres fue considerada la principal autoridad en este tema en Estados Unidos. Lerner fue una de las fundadoras de la rama de Historia de las mujeres. En 1963, mientras estaba estudiando en la Nueva Escuela de Investigaciones Sociales, impartió el curso “Grandes mujeres en la historia americana”, considerado como el primer curso universitario regular impartido en esta materia.
En la Universidad Sarah Lawrence, donde Lerner enseñó desde 1968 hasta 1979, estableció el primer máster en Historia de las mujeres e introdujo el primer programa de doctorado sobre el tema en la Universidad de Wisconsin-Madison. También trabajó en la Universidad de Duke y en la Universidad de Columbia.
Su obra más conocida es La creación del patriarcado (1986).
Fue presidenta de la Organización de Historiadores de Estados Unidos entre 1980 y 1981, y en 1980 fue nombrada profesora de Historia en la Universidad de Wisconsin-Madison, donde dio clases hasta retirarse en 1991.

## Trayectoria
Lerner nació con el nombre de Gerda Hedwing Kronstein en Viena, Austria el 30 de abril de 1920. Fue la primera hija de Llona (de soltera Neumann) y Robert Kronstein, una acaudalada familia judía. Su padre fue un farmacéutico y su madre artista. Gerda explicaba en su autobiografía que mantuvo con ella una relación conflictiva al observar el languidecer de su madre como ama de casa burguesa, desarrollando por primera vez la reflexión sobre la necesidad de observar la condición de la mujer en relación con el hombre. Su madre no encontró satisfacción en el matrimonio y se retiró a una "habitación propia" donde se relacionaba con artistas, bailarines y escritores. Fue años más tarde, explicó, cuando entendió que nunca había encajado en la sociedad vienesa como una esposa y madre adecuada y reconoció lo crítico que era para las mujeres lograr su realización a través de su trabajo.
Después de la anexión de Austria en 1938, Kronstein llegó a involucrarse con la resistencia Antinazi. Ella y su madre fueron encarceladas seis semanas mientras su padre escapaba a Liechtenstein.
Su familia pudo emigrar de Austria porque su padre había abierto una filial del negocio familiar en Liechtenstein, donde se asentó. Su madre se trasladó a Francia y su hermana se reubicó en Palestina. En 1939, Gerda emigró a Estados Unidos con el apoyo de la familia de su novio socialista, Bobby Jensen. 
En Nueva York, Kronstein se casó con Jensen. Tuvo una variedad de trabajos como camarera, vendedora, oficinista y técnica de rayos X, mientras escribía ficción y poesía. Publicó dos cuentos con relatos en primera persona de la anexión nazi de Austria.
Su matrimonio con Jensen estaba en crisis cuando conoció a Carl Lerner (1912–1973), un director de teatro miembro del Partido Comunista de los Estados Unidos. Ambos establecieron residencia temporal en Nevada y obtuvieron el divorcios en Reno donde resultaba más fácil divorciarse que en otros estados. Kronstein y Lerner se casaron y se mudaron a Hollywood, donde Carl trabajó en el cine.
En 1946, Gerda Lerner ayudó a fundar el capítulo de Los Ángeles del Congress of American Women, una organización acusada en 1948, por el Comité de Actividades Antiamericanas de la Cámara de ser una organización comunista. Los Lerner participaron en actividades de Partido Comunista de Estados Unidos que incluían sindicalismo, derechos civiles y antimilitarismo y sufrieron bajo el auge del Macartismo en la década de 1950 la lista negra de Hollywood.
Regresaron a Nueva York y en 1951, Gerda Lerner colaboró con la poetisa Eve Merriam en el musical The Singing of Women. En 1955 publicó su novela No Farewell. En Nueva York estudió en la New School for Social Research (Nueva Escuela de Investigación Social), donde se licenció en 1963. KMN Carpenter comentando el libro autobiográfico de Gerda Lerner Fireweed: A Political Autobiography, señaló:

Irónicamente, los desafíos de la persecución y la privación económica le dieron a Lerner la perspectiva que necesitaba para analizar el lugar de las mujeres en la historia. Al reflexionar sobre su vida, Lerner, ahora en sus ochenta años, reconoce que su estado constante como un extraño, el Otro, le permitió desarrollar un sentido inquebrantable de justicia social. Ya sea como judía perseguida, refugiada política, inmigrante sobrecalificada o partidaria comunista, Lerner rara vez pertenecía a un grupo socialmente aceptado. Sin embargo, estas experiencias colectivas le enseñaron de primera mano sobre personas que no tenían voz para contar sus propias historias. Las ideas de Lerner eventualmente influyeron en su decisión de obtener un doctorado en historia y luego para ayudar a establecer la historia de las mujeres como una disciplina académica estándar.
K.M.N. Carpenter

En 1963, ofreció el primer curso universitario regular en la historia de las mujeres, que en ese momento no tenía estatus como campo de estudio en la academia.
Implicados en las diferentes luchas sociales, Gerda Lerner y su marido fueron coautores del guion de la película Black Like Me (1964), basada en el libro con el mismo nombre Black Like Me escrita por el periodista y activista antirracista John Howard Griffin en el que narra su experiencia durante seis semanas de viaje a través de pequeños pueblos y ciudades del sur profundo haciéndose pasar por un hombre negro. Carl Lerner dirigió la película, protagonizada por James Whitmore.
Lerner continuó con estudios de posgrado en la Universidad de Columbia, donde obtuvo el M.A. (1965) y el Ph.D. (1966) Su tesis doctoral fue publicada como The Grimke Sisters de South Carolina: Rebels Against Slavery (1967), un estudio sobre las hermanas Sarah Moore Grimké y Angelina Grimké, conocidas por ser las primeras activistas blancas que lucharon por la abolición de la esclavitud y por su lucha en la defensa de los derechos de las mujeres. 
En 1966, Lerner fue una de las fundadoras de la Organización Nacional de Mujeres (NOW), y se desempeñó como líder local y nacional durante un corto período. En 1968, recibió su primera cita académica en el Sarah Lawrence College donde desarrolló un Programa de Maestría en Historia de la Mujer que se ofreció a partir de 1972; fue el primer título de posgrado estadounidense en este campo. También enseñó en la Universidad de Long Island en Brooklyn.
En las décadas de 1960 y 1970, Lerner publicó libros y artículos académicos que ayudaron a establecer la historia de las mujeres como campo de estudio reconocido. Su artículo de 1969 "The Lady and the Mill Girl: Changes in the Status of Women in the Age of Jackson"  (La dama y la chica del molino: cambios en la situación de las mujeres en la era de Jackson) publicado en la revista American Studies, fue un ejemplo temprano e influyente de análisis de clase en la historia de las mujeres. Fue una de las primeras en aportar una lente conscientemente feminista al estudio de la historia.
Intentó crear una metodología propia para la historia de las mujeres y un nuevo marco interpretativo en el que las mujeres fueran sujeto activo y centro de la mirada historiográfica.
En la década de los 70 publicó las antologías documentales Black Women in White America (1972) y The Female Experience (1976), que editó, junto con su colección de ensayos, The Majority Finds Its Past (1979).
En 1979, Lerner presidió el Instituto de Historia de la Mujer, un encuentro de quince días (del 13 al 29 de julio) celebrado en el Sarah Lawrence College, copatrocinado por la universidad, la Alianza de Acción de las Mujeres -fundada por Gloria Steinem, Brenda Feigen y Dorothy Pitman Hughey -  y el Instituto Smithsoniano al que asistieron líderes de organizaciones nacionales defensoras de los derechos de las mujeres y niñas. Cuando los participantes del Instituto se enteraron del éxito de la Semana de la Historia de la Mujer celebrada en el condado de Sonoma, California, decidieron iniciar conmemoraciones similares en sus propias organizaciones, comunidades y distritos escolares. También acordaron apoyar la celebración de una "Semana Nacional de Historia de la Mujer". Esto ayudó a impulsar la celebración a nivel nacional el Mes de la historia de la mujer que todavía se mantiene.
En 1980, Lerner se trasladó a la Universidad de Wisconsin en Madison, donde estableció el primer programa de doctorado de la nación en historia de las mujeres. En esta institución, escribió La creación del patriarcado (1986), La creación de la conciencia feminista (1993), partes uno y dos de Mujeres e historia; Why History Matters (1997) y su autobiografía Fireweed: A Political Autobiography (2002).
De 1981 a 1982, Lerner presidió la Organización de Historiadores de Estados Unidos. Como directora educativa de la organización, ayudó a hacer accesible la historia de las mujeres a las líderes de las organizaciones de mujeres y al profesorado de secundaria.
Murió el 2 de enero de 2013 en Madison (Wisconsin) a los 92 años.
En el libro traza los orígenes de la dominación patriarcal desde la prehistoria y aporta evidencia histórica, arqueológica, literaria y artística para sostener la idea de que el patriarcado es una creación cultural. En dicha obra, la autora desarrolla las siguientes propuestas principales, basándose en estudios del Próximo Oriente:
1. La subordinación de la sexualidad femenina, como medio de producción poblacional, precedió a la institucionalización y generalización de la propiedad privada. Por tanto, la emancipación de la mujer, desde un punto de vista histórico marxista, no puede quedar supeditada a la abolición de la propiedad privada, sino que debe situarse en la centralidad del juego político.
2. Existe una relación clara entre la aparición del estado y el patriarcado.
3. La subordinación femenina dentro de los primeros grupos sociales patriarcales sirvió de modelo para la institucionalización de la esclavitud. Las primeras esclavas de guerra fueron principalmente mujeres, procedentes de las poblaciones vencidas. La ampliación de la esclavitud a los hombres se produjo con posterioridad.
4. Los estados, mediante la creación de diferentes códigos jurídicos, reforzarían el control patriarcal sobre la sexualidad femenina.
5. Dentro del colectivo masculino, la pertenencia a una clase social determinada ha dependido del acceso a los medios de producción. Sin embargo, dentro del colectivo femenino, la pertenencia a una clase social determinada ha dependido de la sumisión sexual hacia el colectivo masculino. Para ello, se han articulado herramientas diversas que abarcan desde el matrimonio burgués, hasta la prostitución, pasando por el concubinato, dando lugar a una división clasista entre mujeres respetables y no respetables.
6. Los cambios en la superestructura ideológica, que acompañaron a las modificaciones en las condiciones económico-sociales de las mujeres, se produjeron mucho después y de forma progresiva. Estos cambios significaron la caída de la Diosa Madre y el surgimiento de un monoteísmo patriarcal, atravesando etapas de politeísmo en las que las diosas fueron perdiendo poder dentro de sus respectivas teogonías.
7. Primeramente, la función de controlar la fertilidad dejará de depender exclusivamente de la Diosa Madre, entrando en juego figuras masculinas, tanto divinas como reales. La función procreadora quedará separada de la actividad sexual. La Diosa Madre se convertirá en consorte del principal dios masculino.
8. Con el monoteísmo hebreo, un nuevo Dios omnipresente y todopoderoso se apropiará no solo de la capacidad creadora, sino también de la función femenina de procreación. La sexualidad femenina, más allá de las funciones reproductivas, quedará demonizada.
9. La alianza entre Dios y la comunidad de creyentes será una alianza masculina y patriarcal. Las mujeres quedarán física y simbólicamente excluidas, pudiendo solo participar a través de su papel como madres.
10. Finalmente, a la metáfora hebrea se sumará la filosofía sexista aristotélica. De esta forma, filosofía y religión conformarán una alianza machista, consolidando el patriarcado occidental. La subordinación femenina quedará naturalizada y, por tanto invisibilizada.

## Otras publicaciones destacadas
- Black Women in White America: un documental publicado en 1972. En él se registra la historia de los 350 años en que las mujeres negras fueron tratadas como propiedad y describe una gran gama de efectos de la trata de esclavos. Fue uno de los primeros libros en detallar las contribuciones de las mujeres negras a la historia.
- The Creation of Feminist Consciousness (La creación de la conciencia feminista ): fue publicado en 1993, el libro traza los orígenes de la dominación patriarcal dos milenios atrás.
- The Creation of Feminist Consciousness: From the Middle Ages to 1870 (1994) segundo volumen de Mujeres e Historia. Este libro revisa la cultura europea desde el séptimo hasta el noveno siglo, mostrando las limitaciones impuestas por la cultura masculina dominante y el esporádico intento de resistir esa dominación. Examina en detalle la exclusión de la educación de la mujer y su aislamiento de muchas de las tradiciones de sus sociedades.
- Fireweed: A Political Autobiography(2002): es un recuento detallado sobre su vida.

### Musical
- Singing of Women (1951, en colaboración con Eve Merriam)

### Guiones
- Prayer Pilgrimage for Freedom (1957)
- Black Like Me (1964)
- Home for Easter

### Libros
- No Farewell (1955): autobiografía
- The Grimké Sisters from South Carolina: Rebels against Authority (1967)
- The Woman in American History [ed.] (1971)
- The Female Experience: An American Documentary (1976)
- A Death of One's Own (1978/2006)
- The Majority Finds Its Past: Placing Women in History (1979)
- Teaching Women's History (1981)
- Women's Diaries of the Westward Journey (1982)
- Scholarship in Women's History Rediscovered & New (1994)
- Why History Matters (1997)
- Living with History/Making Social Change (2009)

## Premios y reconocimientos
Lerner recibió numerosos premios por sus libros, incluido el premio Bruce Catton por la trayectoria en ensayo histórico de la Organización de Historiadores de Estados Unidos y el galardón del libro especial de la Conferencia Bershire de Mujeres Historiadoras.

## Legado
Lerner entendió la historia de las mujeres como una postura política. quiso enlazar su trabajo con el de generaciones anteriores de mujeres, declarando que su proyecto se insertaba en una genealogía femenina. Había una genealogía de historiadoras, entre ellas, Mary Ritter Beard a las que había que recuperar. Su obra facilitó la creación de la Historia de las Mujeres.